# Дзивиш, Станислав
Стани́слав Ян Дзи́виш (пол. Stanisław Jan Dziwisz; род. 27 апреля 1939, Раба-Выжна, Малопольское воеводство, Польша) — польский кардинал и куриальный сановник. Архиепископ Кракова с 3 июня 2005 по 8 декабря 2016. Кардинал-священник с титулом церкви Санта-Мария-дель-Пополо с 24 марта 2006. С 1966 по 2005 — личный секретарь архиепископа Краковского, затем папы римского Кароля Войтылы (Иоанна Павла II).

## Ранняя жизнь и священство
Родился Станислав Дзивиш 27 апреля 1939 года, в польской деревне Раба-Выжна, сын Станислава Дзивиша, рабочего железной дороги и Софии Беларчик. Получил образование в классическом лицее в городе Новы-Тарг (пропустил экзамен на зрелость, 1957 год). Изучал философию и богословие в краковской Высшей духовной семинарии Кракова. Обучался на богословском факультете Краковского университета, где получил (лиценциат богословия в 1967 году, а также на Папском факультете богословия в Кракове, где защитил научную степень доктора богословия в 1981 году по теме «Il culto di Santo Stanislao Vescovo a Cracovia fino al Concilio di Trento» (Культ Святого Станислава, епископа Краковского с Тридентского собора).
По успешном завершении своих теологических занятий был рукоположён в священника 23 июня 1963 года в кафедральном соборе Кракова вспомогательным епископом для Краковского архиепархии её, был назначен титулярным епископом Омби и капитульным викарием Каролем Юзефом Войтылой.
С 1963 года по 1965 год служил викарием в приходе в городе Макув-Подхаляньский. Далее продолжение обучения в Кракове в 1966—1967 годах. Личный секретарь Кароля Войтылы, архиепископа Кракова в 1966—1978 годах. В это же время он был профессором литургики в Высшем катехизическом институте. Редактор официальной газеты епископской курии «Notificationes e Curia Metropolitana Cracoviensi». Член и секретарь архиепархиальной литургической комиссии и член пресвитерского совета.
Участвовал в работе комитета по Святому году в 1974—1975 годах, а также в общей комиссии и по богослужению и канонизации архиепархиального синода Кракова в 1972—1979 годах, был редактором епархиального церемониала и приходского устава.
Личный секретарь папы римского Иоанна Павла II в 1978—2005 годах. Каноник митрополичного соборного капитула Львова (1995 год). Апостольский протонотарий de numero, 1996 год. Каноник митрополичного соборного капитула Кракова, 1997 год.
Написал Il culto di Santo Stanislao Vescovo a Cracovia fino al Concilio di Trento (Краков 1981 год; 1984 год Рим) и биографии Иоанна Павла II, озаглавленной «Ho toccato questo mistero» (2001 год, Люблин). Также он редактировал издания папских текстов, опубликованных на польском языке, — Libreria Editrice Vaticana, был вице-президентом Фонда Иоанна Павла II.
Был награждён медалью Benemerenti Папской Богословской Академии в Кракове и титулом honoris causa Католического университета Люблина (13 мая 2001 года).

## Епископ
7 февраля 1998 года Дзивиш был назначен титулярным епископом Сан-Леоне и адъюнкт-префектом Префектуры Папского Дома. Он был хиротонисан во епископа 19 марта того же года. Ординацию проводил лично Иоанн Павел II, которому сослужили кардинал Анджело Содано — кардинал-епископ Альбано и государственный секретарь Святого Престола и кардинал Франтишек Махарский — архиепископ Кракова. На этой же самой церемонии были рукоположены Джеймс Майкл Харви, титулярный епископ Мемфиса, префект Папского Дома, и Пьеро Марини, титулярный епископ Мартираны, обер-церемониймейстер папских литургических церемоний. 29 сентября 2003 года Иоанн Павел II возвёл Дзивиша в ранг архиепископа, все ещё имея титулярную епархию Сан-Леоне.

## Адъюнкт-префект Папского Дома
Известен как член префектуры Папского Дома, а также службе в качестве личного секретаря папы римского Иоанна Павла II, длившейся почти сорок лет. Дзивиш спал в спальне рядом со спальней Иоанна Павла II, и был с последним почти всё время бодрствования. В период понтификата Иоанна Павла II стал одной из наиболее влиятельных фигур в Ватикане.

## Смерть Иоанна Павла II
Когда здоровье Иоанна Павла II ухудшилось Римская газета Il Messaggero сообщала, что Дзивиш упомянул о своем беспокойстве другому польскому священнику. Согласно Ватиканским источникам он сказал священнику: «Молитесь относительно папы, потому что он в худшем состоянии».
31 марта 2005 года состояние Иоанна Павла II стало настолько серьёзным, что архиепископ Дзивиш совершил таинство елеосвящения над папой римским. Перед смертью Иоанна Павла II, Дзивиш, как сообщали, помогал ему писать сообщение своем штату, чтобы не огорчить, что он (Иоанн Павел II) был счастлив и что они должны быть также счастливы.
Когда Иоанн Павел II умер 2 апреля 2005 года, архиепископ Дзивиш был на своем месте у кровати. Согласно правилам, созданным Иоаном Павлом II, Дзивиш упаковал свои принадлежности и освободил папские апартаменты прежде, чем они были запечатаны Камерленго. Предполагалось, что Иоанн Павел II назначит архиепископа Дзивиша архиепископом Кракова и возведёт его в сан кардинала-священника — пост и титул, которые занимал сам папа римский, однако Иоанн Павел II этого сделать не успел. Следующий папа римский — Бенедикт XVI назначил Дзивиша на пост архиепископа Кракова, а позднее возвёл его в кардиналы.
При исполнении заупокойной мессы 8 апреля по Иоанну Павлу II, архиепископ Дзивиш возложил белый шелковый покров на лицо папы римского прежде, чем тело было помещено в три отдельных гроба. Это был символический последний акт службы архиепископа Дзивиша секретарём Иоанна Павла II.

## Архиепископ Кракова
3 июня 2005 года Бенедикт XVI назначил Дзивиша преемником ушедшего на покой кардинала Махарского — архиепископа Кракова. Предполагалось, что Иоанн Павел II готовил Дзивиша для этого поста и просто ожидал ухода Махарского. Бенедикт XVI, как полагают, произвёл назначение Дзивиша, исполняя одно из последних пожеланий Иоанна Павла II.

## Кардинал
На консистории от 24 марта 2006 года, архиепископ Дзивиш был возведён в кардиналы, становясь кардиналом-священником с титулом церкви Санта-Мария-дель-Пополо. Общепринято назвать епископов некоторых важных епископских епархий, типа Кракова, в Коллегию Кардиналов. Дзивиш также был упомянут как возможный секретный кардинал in pectore, назначенный Иоанном Павлом II в 2003, но римский папа унёс эту тайну в могилу. Возведение Дзивиша в кардинальское достоинство позволяет ему участвовать в любых наступающих Папских Конклавах до своего 80-летия в 2019 году.
В мае 2006 года, папа римский Бенедикт XVI наименовал кардинала Дзивиша быть членом Конгрегации Католического Образования и Папского Совета по массовым коммуникациям.
Участник Конклава 2013 года.
8 декабря 2016 года папа Франциск принял отставку кардинала Дзивиша с поста архиепископа Кракова и назначил его преемником архиепископа Марак Ендрашевского.
27 апреля 2019 года кардиналу Дзивишу исполнилось 80 лет и он потерял право на участие в Конклаве.

## Награды
- Кавалер ордена Белого Орла (28 января 2017 года)[6]
- Кавалер Большого креста ордена Возрождения Польши (10 октября 2003 года)[7]
- Кавалер Большого креста ордена «За заслуги перед Итальянской Республикой» (Италия, 6 марта 2000 года)[8]
- Кавалер Большого креста ордена «За заслуги» (Португалия, 1 сентября 2008 года)[9]
- Кавалер Большого креста Национального ордена «За заслуги» (Колумбия, 2010 год)[10]
- Кавалер Большого креста ордена Освободителя Сан-Мартина (Аргентина, 1998 год)[11]
- Бальи — кавалер Большого креста чести и преданности для Кардиналов Святой Римской Церкви (Суверенный Военный, Странноприимный Орден Святого Иоанна, Иерусалима, Родоса и Мальты, 2007 год)[11]
- Кавалер Большого креста ордена Изабеллы Католической (Испания, 12 февраля 1999 года)[12]
- Большой крест I степени с золотой звездой Почётного знака «За заслуги перед Австрийской Республикой» (Австрия, 2009 год)[13]
- Большой крест ордена Заслуг (Венгрия, 2016 год)
- Крест Президента Словацкой Республики II степени (22 октября 2002 года, Словакия)[14].

## Взгляды

### Страсти Христовы
Сам Дзивиш оказался впутанным в полемику относительно своей роли в папском поддержке фильма «Страсти Христовы».

### Информация относительно сотрудничающего духовенства
Кардинал Станислав Дзивиш запретил священнику раскрытие информации относительно клириков, сотрудничавших с коммунистическими спецслужбами.

## Книга
- A Life with Karol, Doubleday, 2008. ISBN 978-0-385-52374-5